# Urangaua
Urangaua är ett släkte av skalbaggar. Urangaua ingår i familjen långhorningar.
Kladogram enligt Catalogue of Life:
| Urangaua | \| \| Urangaua analis \| \| \| \| \| \| Urangaua subanalis \| \| \| \| |
|          | \| \| Urangaua analis \| \| \| \| \| \| Urangaua subanalis \| \| \| \| |
|          | Urangaua analis                                                        |
|          |                                                                        |
|          | Urangaua subanalis                                                     |
|          |                                                                        |